# Clavija lehmannii
Clavija lehmannii är en viveväxtart som beskrevs av Carl Christian Mez. Clavija lehmannii ingår i släktet Clavija och familjen viveväxter. Inga underarter finns listade i Catalogue of Life.